# Corallus
Corallus é um género de serpentes da família das jiboias. Inclui a oito espécies arbóreas que se distribuem pela região neotropical.

## Espécies
- Corallus annulatus (Cope, 1876) América Central, oeste de Colômbia e Equador
- Corallus batesii (Gray, 1860) Amazônia
- Corallus caninus (Linnaeus, 1758) Guianas, Venezuela, e este de Colômbia
- Corallus cookii Gray, 1842 Ilha de São Vicente
- Corallus cropanii (Hoge, 1953) Mata Atlântica de São Paulo, Brasil
- Corallus grenadensis (Barbour, 1914) Ilhas Granadinas
- Corallus hortulanus (Linnaeus, 1758) Amazônia
- Corallus ruschenbergerii (Cope, 1876) Trindade e Tobago, Venezuela, Colômbia, Panamá, e sudoeste de Costa Rica.[4]